# Serious Christmas
Serious Christmas is een Nederlands spelprogramma waarin achttien bekende Nederlanders streden om de titel "kerstster". Het programma is onderdeel van 3FM Serious Request 2023 en werd in december 2023 dagelijks uitgezonden op NPO 3 (omroep PowNed). De presentatie was in handen van Mark Baanders.

## Opzet
In iedere aflevering, die gelijkstond aan een dag, werd een spel gerelateerd aan Kerstmis gespeeld, een "kerstchallenge". Zo moesten de deelnemers in de eerste aflevering elk een deel uit een kerstlied zingen en moesten ze later een kerstboom versieren. Degene die het spel verloor, moest de kerstchalet verlaten. Daarbij mocht de afvaller zijn/haar favoriete nummer aanvragen tegen een donatie voor Het Glazen Huis en nam diegene zijn/haar kerstsok mee.
Het programma telde achttien afleveringen, waarvan de eerste verscheen op 6 december en de laatste op 23 december 2023. De dagelijkse afleveringen begonnen tussen 22.00 en 22.15 uur. Het programma werd in de achttiende aflevering gewonnen door Louisa Janssen, die het hindernissenparcours won van Dennis Weening.
| Afl. | Spel                                  | Afvaller                 | Kijkcijfers |
| ---- | ------------------------------------- | ------------------------ | ----------- |
| 1    | Do They Know It's Christmas? zingen   | Sylvana IJsselmuiden     | 113.000     |
| 2    | IJsbal ontdooien                      | Laura Vlasblom           | 165.000     |
| 3    | Peperkoekhuis bouwen                  | Ferry Doedens            | 154.000     |
| 4    | Kerstinkopen doen                     | Rob Geus                 | 127.000     |
| 5    | Kerstversie van steen, papier, schaar | Patrick Martens          | 118.000     |
| 6    | Cadeaus inpakken                      | Jaimie Vaes              | 120.000     |
| 7    | Dansen in kerstoutfit                 | Jan Prins                | 122.000     |
| 8    | Kerstslinger maken                    | Trijntje Oosterhuis      | 114.000     |
| 9    | Prijzen raden                         | Dwight van van de Vijver | 108.000     |
| 10   | Kaarsjes aansteken                    | Nienke van Dijk          | 125.000     |
| 11   | Chocolademelk versieren               | Jeffrey Wammes           | 101.000     |
| 12   | Playbacker herkennen                  | Chatilla van Grinsven    | 128.000     |
| 13   | Kerstquiz                             | Maik de Boer             | 130.000     |
| 14   | Koffer inpakken                       | Sem van Dijk             | 129.000     |
| 15   | Annemaria koekoek                     | Kaj van der Voort        | 85.000      |
| 16   | Dialecten verstaan                    | Danique Graanoogst       | 94.000      |
| 17   | Kerstboom versieren                   | —                        | 110.000     |
| 18   | Hindernissenparcours                  | Dennis Weening           | 138.000     |